# Meslan
Meslan (tiếng Breton: Mêlann) là một xã ở tỉnh Morbihan trong vùng Bretagne tây bắc Pháp. Xã này có diện tích 37,13 km², dân số năm 1999 là 1193 người. Khu vực này có độ cao từ 35-160 mét trên mực nước biển.
Cư dân của Meslan danh xưng trong tiếng Pháp là Meslannais.